# Пролом
Проло́м (крим. Prolom, рос. Пролом) — село в Україні, у Білогірському районі Автономної Республіки Крим. Підпорядковане Василівській сільській раді.